# District de Champhai
Le district de Champhai est un district de l'état du Mizoram, en Inde.

## Géographie
Au recensement de 2011, sa population compte 125 745 habitants.
Son chef-lieu est la ville de Champhai. 